# 施托爾普湖
54°7′38.24″N 10°13′51.44″E / 54.1272889°N 10.2309556°E

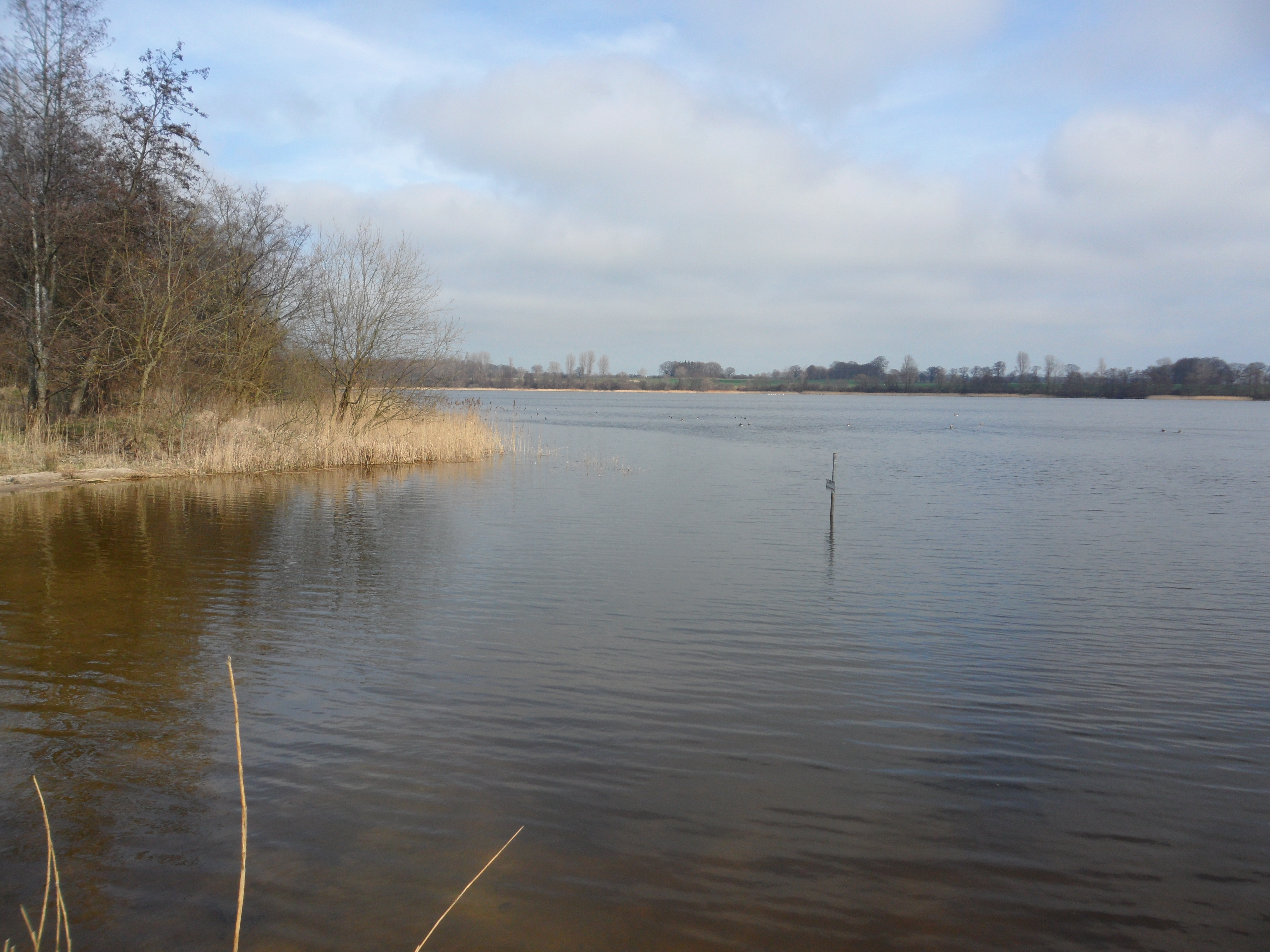

施托爾普湖（德語：Stolper See），是德國的湖泊，位於該國北部石勒蘇益格-荷爾斯泰因州，由普倫縣負責管轄，長2.5公里、寬0.7公里，面積1.3平方公里，海拔高度27.5米，平均水深7.2米，最大水深14.6米，水體容量959萬立方米，湖岸線長度6.1公里。